# Holthauser Gemark Siefen
Der Holthauser Gemark Siefen ist ein kleiner Siefen im südlichen Stadtgebiet von Wuppertal.

## Verlauf
Der Siefen ist ein orografisch rechter Zufluss des Saalbaches und ist nach dem Wupperverband 154 Meter, nach der Unteren Wasserbehörde der Stadt Wuppertal 162 Meter lang. Er ist nur zeitweise wasserführend und entspringt in einem Mischwald aus Buchen und Eichen. Auf seinem Lauf unterquert er zwei Wege, die im Saalbachtal verlaufen (der Hauptweg gabelt sich westlich rund 25 Meter vor dem Siefen), verdolt.

## Naturschutz
Die Quelle des Holthauser Gemark Siefen ist als Naturdenkmal geschützt, die Festsetzung erfolgt gemäß § 22 a, b LG NRW. Die Mündung des Siefens im Saalbach liegt im Naturschutzgebiet Fließgewässersystem Gelpe- und Saalbachtal. Der Verlauf des Siefens liegt im Landschaftsschutzgebiet Gelpe.